# Siegfried Ruff
Pour les articles homonymes, voir Ruff.
Siegfried Ruff, né le 19 février 1907 à Friemersheim, quartier de Duisbourg et mort le 22 avril 1989 à Bonn, est un médecin allemand.

## Biographie
Il étudie à l'université de Bonn et à l'université de Berlin. Il devient médecin en 1934. En 1937, il rejoint la NSDAP et il devient membre de l'Académie nationale de recherche en aéronautique.
En 1942, il travaille sur des expériences humaines et est impliqué dans des expériences à Dachau, dont l'essai d'une chambre à vide pour des tests de pression.
En raison de ces expériences, il est inculpé dans le procès des médecins de Nuremberg. Ruff et son co-accusé Hans-Wolfgang Romberg prouvent à l'audience qu'ils avaient essayé de récupérer la chambre à vide dès la découverte des expérimentations mortelles de Sigmund Rascher. Il est acquitté le 20 août 1947, avec Georg Weltz et Romberg, des charges retenues dans l'acte d'accusation (crimes de guerre et crimes contre l'humanité).
Il mène ensuite des recherches à Heidelberg au centre de médecine aéronautique de l'armée américaine avec les médecins Hermann Becker-Freyseng et Konrad Schäfer, également inculpés dans le procès médical de Nuremberg. 
Il y conduit des expériences sur l'exposition de l'être humain à des altitudes élevées.
De 1954 à 1965, il travaille à l'institut de médecine aérospatiale à Bonn. En 1952, il enseigne comme professeur à l'Université de Bonn. En 1969, il est membre du conseil d'administration de l'Établissement de recherche et d'essai allemand pour l'aéronautique et l'aérospatiale.
Les enquêtes menées par le parquet du tribunal régional de Munich contre lui, Weltz et Romberg ont été abandonnées en 1959. Pour quelle(s) raison(s)?[réf. souhaitée]